# 李继筠 (北宋)
李继筠（957年—979年），是宋朝初年党项族的首领、定难节度使，为李光睿的儿子。
初为衙内都指挥使、检校工部尚书。太平兴国三年（978年），李光睿卒，自称权知夏州事，宋太宗授他为检校司徒、定难军节度观察留后。太平兴国四年（979年），宋太宗征北汉，李继筠派遣银州刺史李光远、绥州刺史李光宪率蕃、汉兵列阵渡黄河，攻略太原境以张宋朝军势。太平兴国五年（979年），李继筠卒，弟弟李继捧嗣位，自立为留后。